# Дарамын Тумур-Очир
Дарамын Тумур-Очир (1921—1985) — монгольский политик, сторонник идей марксизма-ленинизма. В конце 1950-х и начале 1960-х годов был членом политбюро Монгольской народно-революционной партии, правящей коммунистической партии в Монголии. В 1962 году он был исключён из политбюро как «националист» за участие в праздновании 800-летия со дня рождения Чингисхана. Позднее он был исключён из партии. В 1985 году он был убит.

## Ранние годы
Тумур-Очир вырос сиротой. Примерно в возрасте 15 лет он зарабатывал на жизнь стрижкой овец и прочим наёмным трудом. Несколько лет спустя он поступил в недавно образованный Монгольский государственный университет. В 1950 году Тумур-Очир, будучи одним из новых монгольских интеллектуалов, подписал коллективное письмо, в котором выражалось сомнение возможности построения социализма в Монголии без присоединения к СССР. Письмо послужило поводом начала расследования под руководством премьер-министра Монголии Хорлогийна Чойбалсана и сторонников национализма, при этом Чойбалсан недавно поссорился с Иосифом Сталиным. Однако следующий премьер-министр Монголии Юмжагийн Цеденбал поддерживал Тумур-Очира во время следствия. В 1953 году Тумур-Очир защитил диплом на философском факультете МГУ. В своей стране в 1957 году он получил звание профессора.

## Политическая карьера
Тумур-Очир начал политическую активность в первые годы правления Цеденбала. Цеденбал сменил Чойбалсана, который умер в 1952 году. Тумур-Очир стал членом политбюро Монгольской народно-революционной партии (МНРП). К 1956 году Цэндэнбал начал критиковать интеллектуалов, которым помогал Тумур-Очир. В 1959 году Тумур-Очир лично присоединился к этой критике и написал статью против монгольского автора и лингвиста Бямбына Ринчена, осуждая его за национализм. Изначально Цэндэнбал был впечатлён Тумур-Очиром и его пониманием марксистско-ленинской теории, однако позже он стал с подозрением относиться к нему, считая его индивидуалистом и националистом. Тем не менее, в 1961 году Тумур-Очир стал академиком Монгольской академии наук.
К 1962 году он пришёл к отказу от некоторых из своих предыдущих идей. Он отказался от своей прежней поддержки объединения с Советским Союзом, а в книге об истории МНРП он заявил, что в первые годы существования партии её идеология не была марксистской. В том же году он отказался от своей критики интеллектуалов, в том числе и Ринчена. 1962 год был также годом празднования 800 лет со дня рождения Чингисхана. Было запланировано несколько торжеств, включая выпуск памятных марок и серии открыток. В родном городе Чингисхана, Дадале, ему поставили памятник. Тумур-Очир присоединился к этим торжествам и организовал симпозиум учёных по Чингисхану. Мероприятие закончилось аплодисментами, приветствиями и песнопениями в честь Чингисхана. Информаторы КГБ выделили Тумур-Очира в качестве зачинщика. 10 сентября 1962 года Цеденбал исключил его из политбюро как «националиста». В автобиографии
Жамсрангийна Самбу, председателя Президиума Монголии в период между 1954 и 1972 годами, автор утверждает, что Тумур-Очир был отстранён от власти не из-за конфликта касательно Чингисхана, а из-за различий во мнениях между Тумур-Очиром и Цеденбалом относительно роли Монголии в советско-китайском расколе.

## Дальнейшая жизнь и убийство
После исключения из политбюро Тумур-Очир хотел перевести книгу Карла Маркса «Капитал» на монгольский язык. Его просьба была отклонена, и его отправили в аймак Баянхонгор, где ему предстояло возглавить строительную службу. Из-за плохой работы службы Тумур-Очир был исключён из МНРП, а затем уволен с работы. Затем он вернулся в Улан-Батор, где попал в тюрьму, но вскоре был отправлен в ссылку в Хубсугульский аймак. Ему разрешили вернуться в Улан-Батор по медицинским соображениям, а затем в 1968 году отправили его в город Дархан. В Дархане он работал в местном музее под названием «Дружба», а его жена Нинжбадгар работала в политехническом институте. В 1984 году Цеденбал ушёл в отставку с поста лидера партии, а через год Нинжбадгар усмотрела возможность подать апелляцию на повторное рассмотрение дела Тумур-Очира в Улан-Баторе. Пока она была в отъезде, Тумур-Очир был убит топором в своей квартире в Дархане 2 октября 1985 года. Убийца не был пойман и мотив остаётся неизвестным. Семья Тумура-Очира обвиняет КГБ.